# Heterodeltis mentella
Heterodeltis mentella is een vlinder uit de familie van de Lecithoceridae. De wetenschappelijke naam van de soort is voor het eerst geldig gepubliceerd in 1875 door Felder.